# Саймон, Юджин
Юджин Саймон (англ. Eugene Simon; р. 11 июня 1992, Англия, Великобритания) — английский актёр и фотомодель. Известен исполнением ролей Джерома в телесериале «Обитель Анубиса» и Ланселя Ланнистера в «Игре престолов». В качестве модели он представлен агентством Models 1.

## Фильмография
| Год  | Название                                                  | Роль              | Примечание               |
| ---- | --------------------------------------------------------- | ----------------- | ------------------------ |
| 2003 | Мой отец — премьер-министр / My Dad’s the Prime Minister  | Гарри             | телесериал, 4 эпизода    |
| 2004 | Убийство в пригороде / Murder in Suburbia                 | Джош Тейлор       | телесериал, 1 эпизод     |
| 2004 | Ной и Саския / Noah & Saskia                              | Эдди              | телесериал, 7 эпизодов   |
| 2005 | Казанова / Casanova                                       | Казанова в 11     | фильм                    |
| 2005 | Моя семья и другие животные / My Family and Other Animals | Геральд Даррелл   | телефильм                |
| 2006 | Возвращение / Alpha Male                                  | Молодой Феликс    | фильм                    |
| 2010 | Бен Гур / Ben Hur                                         | Молодой Бен Гур   | мини-сериал, 2 эпизода   |
| 2011 | Обитель Анубиса / House of Anubis                         | Джером Кларк      | телесериал, 146 эпизодов |
| 2011 | Игра престолов / Game of Thrones                          | Лансель Ланнистер | телесериал, 11 эпизодов  |
| 2013 | Перед сном / Before I Sleep                               | Юджин в 20 лет    | фильм                    |
| 2014 | Эдем / Eden                                               | Кеннефик          | фильм                    |
| 2018 | Обитатели / The Lodgers                                   | Шон               | фильм                    |